# Det sista problemet

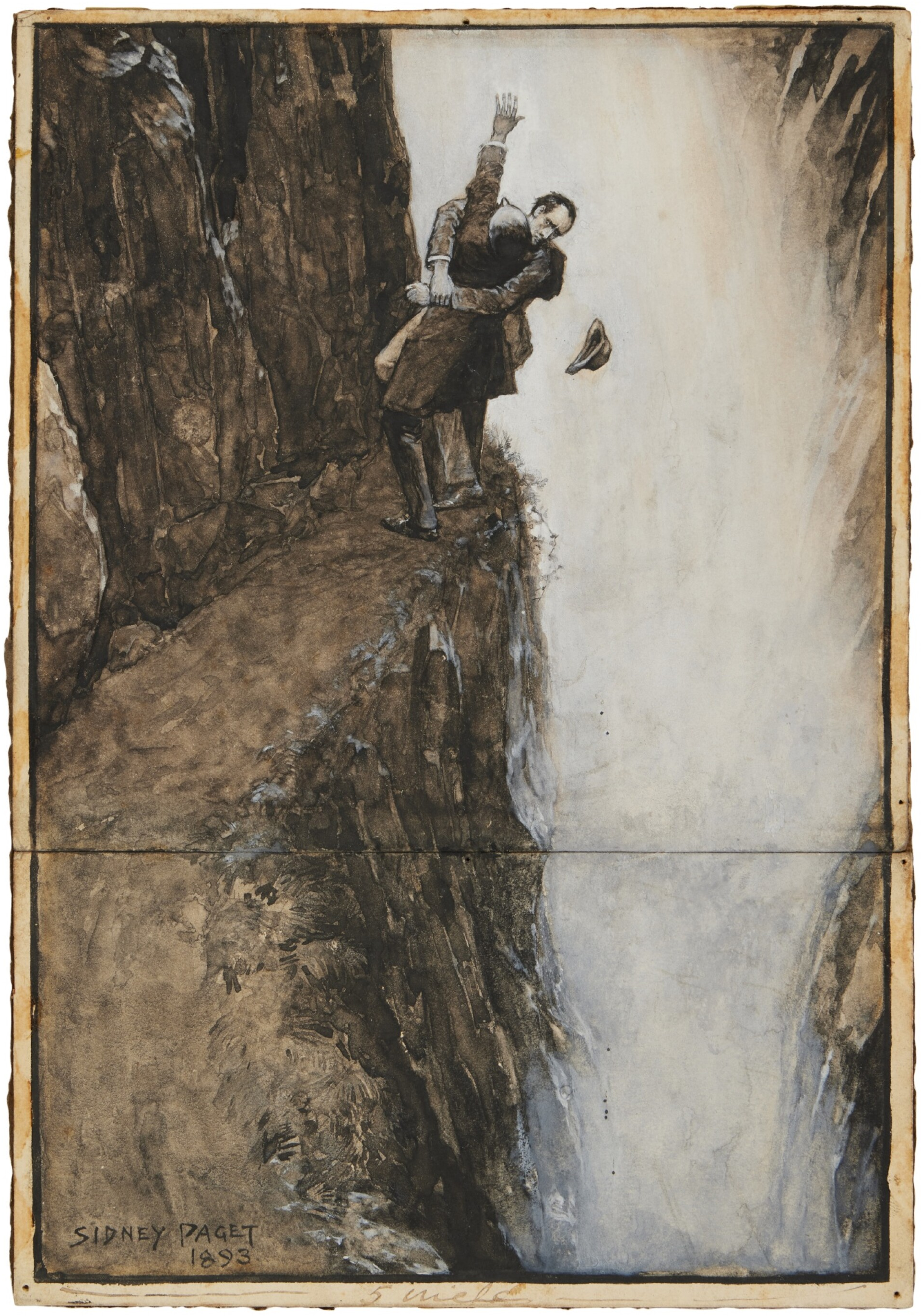
Holmes och Moriarty slåss vid Reichenbachfallen. Illustration av Sidney Paget.

Det sista problemet (engelska: The Final Problem) är en av Sir Arthur Conan Doyles 56 noveller om detektiven Sherlock Holmes. Novellen publicerades första gången 1893. Doyle själv rankade novellen som den fjärde bästa av hans noveller om Holmes.
Conan Doyles avsikt var att låta Holmes dö i Reichenbachfallen. Emellertid lät han honom "återuppstå" elva år senare i novellen Det tomma huset.

## Handling
Historien utspelar sig 1891 och introducerar Sherlock Holmes främste motståndare professor James Moriarty. Novellen börjar med att Holmes en kväll besöker Doktor Watson. Han är något upphetsad och är skadad med bland annat blödande knogar. Han berättar att han just undkommit tre mordförsök efter att ha besökt professor Moriarty. Moriarty hade - vid mötet - varnat Holmes, och sagt åt honom att sluta lägga sig i Moriartys affär. 
Holmes hade spårat Moriarty och hans kriminella nätverk i månader och är nu väldigt nära att kunna fånga dem alla, inklusive Moriarty. Moriarty är ett kriminellt geni som ligger bakom en hemlig organisation. Holmes ser det som höjdpunkten i sin karriär att kunna krossa detta välorganiserade nätverk. Moriarty - som mycket väl förstår vad Holmes håller på med - är å sin sida ute efter att stoppa Holmes.
Holmes ber Watson att följa honom på resa till kontinenten. Riktigt säker på exakt var de ska åka vet Holmes inte, vilket Watson finner märkligt. Holmes, som är säker på att ha blivit förföljd till sin väns hus, avslutar besöket genom att klättra över muren på husets baksidan. Nästa dag ses Watson och Holmes - utklädd till en gammal italiensk präst och de lämnar Victoria station med tåg. När tåget lämnar plattformen ser Holmes Moriarty som försöker få någon att stanna tåget. Holmes förstår att Moriarty är honom på spåren och de byter resplan. 
Holmes och Watson reser via Bryssel till Strasbourg, och Holmes nås av ett meddelande från London som berättar att de flesta i Moriartys gäng har blivit arresterande. Moriarty - däremot - har undkommit och tagit sig till den europeiska kontinenten. Holmes och Watson reser till Schweiz och de övernattar i Meiringen. De bestämmer sig för att besöka det imponerande Reichenbachfallet. Väl där dyker en pojke upp och ger Watson ett brev som berättar att det finns en sjuk engelsk kvinna på hotellet som vill ha en engelsk doktor. Holmes förstår att brevet är falskt, men säger inte något till Watson. Watson ger sig av och lämnar Holmes ensam.
När Watson återvänder till hotellet förstår han snart att han blivit lurad och snabbar sig tillbaka till Reichenbachfallet. Där hittar han ingen alls, men upptäcker två typer av fotavtryck som leder ut på en lerig stig. Han hittar också ett avskedsbrev från Holmes som förklarar att Holmes förstått att brevet som Watson fick var falskt och att han nu ska slåss med Moriarty. Moriarty har gett Holmes tillstånd att - innan kampen - skriva några rader till Watson. Holmes följer fotspåren och ser spår av en våldsam strid. Det finns inga fotspår åt andra hållet. Det är uppenbart att både Holmes och Moriarty har störtat ned i vattenfallet och omkommit. Doktor Watson återvänder till England.

## Filmatisering
Novellen har filmatiserats många gånger, bland annat 1987 med Jeremy Brett i huvudrollen.

## Minnesmärken i Meiringen och vid Reichenbachfallen

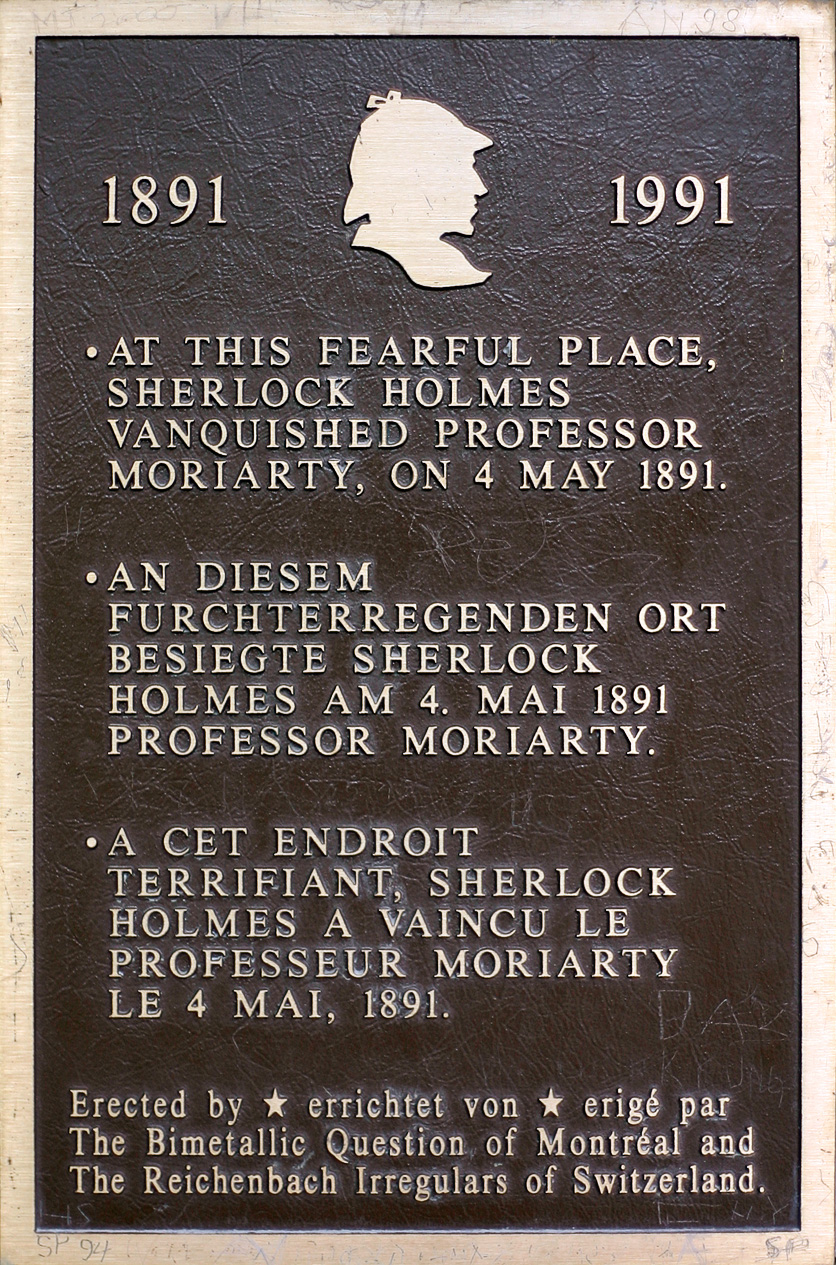
Holmes-plaketten vid Reichenbachfallen

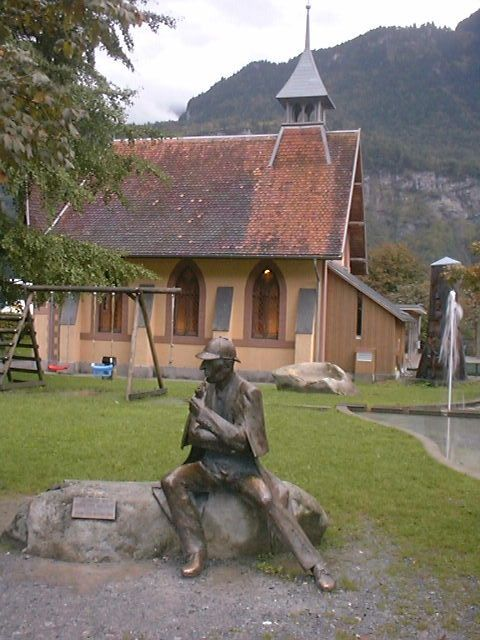
Staty föreställande Holmes vid den engelska kyrkan i Meiringen

Det finns ett Holmes-museum i Meiringen i engelska kyrkans lokaler på - vad som numera heter - "Conan Doyles plats". 
Vid bergbanestation, nära Reichenbachfallen, finns en minnesplatta tillägnad "den mest berömda detektiven i världen.
Vid fallet, på den plats där Holmes och Moriarty antogs ha fallit ned, finns en minnestavla som berättar att Holmes - på denna plats - besegrade Moriarty. Denna historia kom att berättas i novellen Det tomma huset.